# Ooencyrtus johnsoni
Ooencyrtus johnsoni är en stekelart som först beskrevs av Howard 1898.  Ooencyrtus johnsoni ingår i släktet Ooencyrtus och familjen sköldlussteklar. Inga underarter finns listade i Catalogue of Life.